# Listă de povestiri științifico-fantastice
Aceasta este o listă incompletă de povestiri cu elemente semnificative științifico-fantastice.

## Listă de povestiri SF
| Titlu | Autor                                             | Prima dată publicată în                                         | Anul publicării | Note                                                                     |
| --- | ------------------------------------------------- | --------------------------------------------------------------- | --------------- | ------------------------------------------------------------------------ |
| 2 B R 0 2 B | Kurt Vonnegut                                     | Worlds of If Science Fiction                                    | 1962            |                                                                          |
| 2430 A.D. | Isaac Asimov                                      | Think (revistă IBM)                                             | 1970            |                                                                          |
| A Boy's Best Friend | Isaac Asimov                                      | Boy's Life                                                      | 1975            |                                                                          |
| A Braver Thing | Charles Sheffield                                 | Asimov's Science Fiction                                        | 1990            |                                                                          |
| A Cabin on the Coast | Gene Wolfe                                        | The Magazine of Fantasy & Science Fiction                       | 1984            |                                                                          |
| A Can of Paint | A. E. van Vogt                                    | Analog Science Fiction                                          | 1944            |                                                                          |
| A Clean Escape (O evadare perfectă) | John Kessel                                       | Asimov's Science Fiction                                        | 1985            |                                                                          |
| A Colder War | Charles Stross                                    | Spectrum SF                                                     | 2000            |                                                                          |
| A Dream of Armageddon | H. G. Wells                                       | Black and White                                                 | 1901            |                                                                          |
| A Little Something for Us Tempunauts | Philip K. Dick                                    | Final Stage                                                     | 1975            |                                                                          |
| A Logic Named Joe | Murray Leinster                                   | Analog Science Fiction                                          | 1946            |                                                                          |
| A Loint of Paw (Un articol de lege) | Isaac Asimov                                      | The Magazine of Fantasy & Science Fiction                       | 1957            |                                                                          |
| A Man of the People | Chinua Achebe                                     | Heinemann                                                       | 1966            |                                                                          |
| A Martian Odyssey | Stanley G. Weinbaum                               | Wonder Stories                                                  | 1934            |                                                                          |
| A Martian Odyssey and Others | Stanley G. Weinbaum                               | Fantasy Press                                                   | 1949            |                                                                          |
| A Pail of Air | Fritz Leiber                                      | Galaxy Magazine                                                 | 1951            |                                                                          |
| A Series of Steaks | Vina_Jie-Min_Prasad                               | Clarkesworld                                                    | 2017            |                                                                          |
| A Slice at a Time | Karen Traviss                                     | Asimov's Science Fiction                                        | 2002            |                                                                          |
| A Sound of Thunder (Detunătura) | Ray Bradbury                                      | Collier's                                                       | 1952            |                                                                          |
| A Statue for Father | Isaac Asimov                                      | Satellite Science Fiction                                       | 1959            |                                                                          |
| A Study in Emerald | Neil Gaiman                                       | Shadows Over Baker Street                                       | 2003            |                                                                          |
| A Tenderfoot in Space | Robert A. Heinlein                                | Boys' Life                                                      | 1958            |                                                                          |
| A Thousand Deaths | Jack London                                       |                                                                 | 1899            |                                                                          |
| A Toy for Juliette (O jucărie pentru Julieta) | Robert Bloch                                      | Dangerous Visions                                               | 1967            |                                                                          |
| A Walk in the Sun (O plimbare la Soare) | Geoffrey A. Landis                                | Asimov's Science Fiction                                        | 1991            |                                                                          |
| A Work of Art | James Blish                                       | Science Fiction Stories                                         | 1956            |                                                                          |
| A Year in the Linear City | Paul Di Filippo                                   |                                                                 | 2002            |                                                                          |
| All Summer in a Day | Ray Bradbury                                      | The Magazine of Fantasy & Science Fiction                       | 1954            |                                                                          |
| All You Zombies | Robert A. Heinlein                                | The Magazine of Fantasy and Science Fiction                     | 1959            |                                                                          |
| Allamagoosa | Eric Frank Russell                                | Analog Science Fiction                                          | 1955            |                                                                          |
| And I Awoke and Found Me Here on the Cold Hill's Side | James Tiptree Jr.                                 | The Magazine of Fantasy & Science Fiction                       | 1972            |                                                                          |
| Anomia | Mihail Grămescu                                   | Almanahul Anticipația 1986                                      | 1985            |                                                                          |
| Aporisticon | Mihail Grămescu                                   | Aporisticon. Glosar de civilizații imaginare                    | 1981            |                                                                          |
| Arena | Fredric Brown                                     | Analog Science Fiction                                          | 1944            |                                                                          |
| Armaments Race | Arthur C. Clarke                                  | Adventure                                                       | 1954            |                                                                          |
| Arvies | Adam-Troy Castro                                  | Lightspeed Magazine                                             | 2010            |                                                                          |
| Auto-da-Fé (Autodafe) | Roger Zelazny                                     | Dangerous Visions                                               | 1967            |                                                                          |
| Azathoth | H. P. Lovecraft                                   | Leaves                                                          | 1938            |                                                                          |
| Baby, You Were Great | Kate Wilhelm                                      | Orbit 2                                                         | 1968            |                                                                          |
| Backstage Lensman | Randall Garrett                                   | Analog Science Fiction                                          | 1978            |                                                                          |
| Be My Guest | Damon Knight                                      | Fantastic Universe                                              | 1958            |                                                                          |
| Beachworld | Stephen King                                      | Weird Tales                                                     | 1984            |                                                                          |
| Bicycle Repairman | Bruce Sterling                                    | Intersections: The Sycamore Hill Anthology                      | 1996            |                                                                          |
| Big Game Hunt | Arthur C. Clarke                                  | Adventure                                                       | 1956            |                                                                          |
| Birth of a Notion | Isaac Asimov                                      | Amazing Stories                                                 | 1976            |                                                                          |
| Black Box | Jennifer Egan                                     | Twitter account of The New Yorker                               | 2012            |                                                                          |
| Black Destroyer | A. E. van Vogt                                    | Analog Science Fiction                                          | 1939            |                                                                          |
| Black Projects, White Knights | Kage Baker                                        | Golden Gryphon Press                                            | 2002            |                                                                          |
| Black Sheep Astray | Mack Reynolds                                     | Astounding: The John W. Campbell Memorial Anthology             | 1973            |                                                                          |
| Blank! | Isaac Asimov                                      | Infinity Science Fiction                                        | 1957            |                                                                          |
| BLIT | David Langford                                    | Interzone                                                       | 1988            |                                                                          |
| Breakfast at Twilight | Philip K. Dick                                    | Amazing Stories                                                 | 1954            |                                                                          |
| Bridesicle | Will McIntosh                                     | Asimov's Science Fiction                                        | 2009            |                                                                          |
| Buffalo Gals, Won't You Come Out Tonight | Ursula K. Le Guin                                 | The Magazine of Fantasy and Science Fiction                     | 1987            |                                                                          |
| Burning Chrome | William Gibson                                    | Omni                                                            | 1982            |                                                                          |
| But Who Can Replace a Man? | Brian Aldiss                                      |                                                                 | 1965            |                                                                          |
| Buy Jupiter | Isaac Asimov                                      | Venture Science Fiction Magazine                                | 1958            |                                                                          |
| By His Bootstraps | Robert A. Heinlein                                | Analog Science Fiction                                          | 1941            |                                                                          |
| Byomjatrir Diary | Satyajit Ray                                      | Sandesh                                                         | 1965            |                                                                          |
| Cal | Isaac Asimov                                      | Gold                                                            | 1991            |                                                                          |
| Call Me Joe | Poul Anderson                                     | Astounding Science Fiction                                      | 1957            |                                                                          |
| Captive Market | Philip K. Dick                                    | If Magazine                                                     | 1955            |                                                                          |
| Cassandra (Casandra) | C. J. Cherryh                                     | The Magazine of Fantasy & Science Fiction                       | 1978            |                                                                          |
| Cat Pictures Please | Naomi Kritzer                                     | Clarkesworld                                                    | 2015            |                                                                          |
| Chronopolis | J.G. Ballard                                      |                                                                 | 1960            |                                                                          |
| Cold War | Arthur C. Clarke                                  | Satellite Science Fiction                                       | 1957            |                                                                          |
| Colliding Branes | Rudy Rucker                                       | Asimov's Science Fiction                                        | 2009            |                                                                          |
| Collision Orbit | Jack Williamson                                   | Analog Science Fiction                                          | 1942            |                                                                          |
| Colony | Philip K. Dick                                    | Galaxy                                                          | 1953            |                                                                          |
| Columbus Was a Dope | Robert A. Heinlein                                | Startling Stories                                               | 1947            |                                                                          |
| Coming Attraction | Fritz Leiber                                      | Galaxy Science Fiction                                          | 1950            |                                                                          |
| Coming of Age in Karhide | Ursula K. Le Guin                                 | New Legends                                                     | 1995            |                                                                          |
| Common Time | James Blish                                       | Science Fiction Quarterly                                       | 1953            |                                                                          |
| Covenant | Elizabeth Bear                                    | Hieroglyph                                                      | 2014            |                                                                          |
| Coventry | Robert A. Heinlein                                | Analog Science Fiction                                          | 1940            |                                                                          |
| Critical Factor | Hal Clement                                       | Star Science Fiction Stories No.2                               | 1953            |                                                                          |
| Critical Mass (Arthur C. Clarke short story) | Arthur C. Clarke                                  | Lilliput                                                        | 1949            |                                                                          |
| Crouch End | Stephen King                                      | Cthulhu Mythos anthology                                        | 1980            |                                                                          |
| Crusade (Cruciada) | Arthur C. Clarke                                  | The Wind from the Sun                                           | 1968            |                                                                          |
| Dagon | H. P. Lovecraft                                   | The Vagrant                                                     | 1919            |                                                                          |
| Dance of the Yellow-Breasted Luddites | William Shunn                                     | Tor Books                                                       | 2000            |                                                                          |
| Dancer in the Dark | David Gerrold                                     | The Magazine of Fantasy & Science Fiction                       | 2004            |                                                                          |
| Dark They Were, and Golden-Eyed | Ray Bradbury                                      | Thrilling Wonder Stories                                        | 1949            |                                                                          |
| Darth Maul: Saboteur | James Luceno                                      | Del Rey Books                                                   | 2001            |                                                                          |
| Darwinian Pool Room | Isaac Asimov                                      | Galaxy Science Fiction                                          | 1950            |                                                                          |
| Day of the Hunters | Isaac Asimov                                      | Future Combined with Science Fiction Stories                    | 1950            |                                                                          |
| Deadline | Cleve Cartmill                                    | Analog Science Fiction                                          | 1944            |                                                                          |
| Dear Pen Pal | A. E. van Vogt                                    | The Arkham Sampler                                              | 1949            |                                                                          |
| Death by Ecstasy | Larry Niven                                       | Galaxy                                                          | 1969            |                                                                          |
| Delilah and the Space Rigger | Robert A. Heinlein                                | Blue Book                                                       | 1949            |                                                                          |
| Despoilers of the Golden Empire | Randall Garrett                                   | Analog Science Fiction                                          | 1959            |                                                                          |
| Destination Moon | Robert A. Heinlein                                | Short Stories                                                   | 1950            |                                                                          |
| Destination: Universe! | A. E. van Vogt                                    |                                                                 | 1952            |                                                                          |
| Devil You Don't Know | Dean Ing                                          | Analog Science Fiction                                          | 1978            |                                                                          |
| Dinosaurs | Walter Jon Williams                               | Asimov's Science Fiction                                        | 1987            |                                                                          |
| Divide and Rule | L. Sprague de Camp                                | Unknown (revistă)                                               | 1939            |                                                                          |
| Divided We Fall | Raymond F. Jones                                  | Amazing Stories                                                 | 1950            |                                                                          |
| Division by Zero (story) | Ted Chiang                                        | Full Spectrum 3                                                 | 1991            |                                                                          |
| Dog Star | Arthur C. Clarke                                  | Galaxy Science Fiction                                          | 1962            |                                                                          |
| Dogfight | Michael Swanwick                                  | Omni                                                            | 1985            |                                                                          |
| Dr. Ox's Experiment | Jules Verne                                       |                                                                 | 1872            |                                                                          |
| Dreaming Is a Private Thing | Isaac Asimov                                      | The Magazine of Fantasy and Science Fiction                     | 1955            |                                                                          |
| Drode's Equations | Richard Grant                                     | The Ascent of Wonder: The Evolution of Hard SF                  | 1981            |                                                                          |
| Dulcie and Decorum | Damon Knight                                      | Galaxy Science Fiction                                          | 1955            |                                                                          |
| povestiri din universul Dune | Frank Herbert, Brian Herbert și Kevin J. Anderson | The Road to Dune                                                | 2005            |                                                                          |
| E for Effort | T. L. Sherred                                     | Analog Science Fiction                                          | 1947            |                                                                          |
| Earthlight | Arthur C. Clarke                                  | Thrilling Wonder Stories                                        | 1951            |                                                                          |
| Eight Episodes | Robert Reed                                       | Asimov's Science Fiction                                        | 2006            |                                                                          |
| Elemental | Geoffrey A. Landis                                | Analog Science Fiction                                          | 1984            |                                                                          |
| Elsewhen | Robert A. Heinlein                                | Analog Science Fiction                                          | 1941            |                                                                          |
| Encounter in the Dawn | Arthur C. Clarke                                  | Amazing Stories                                                 | 1953            |                                                                          |
| Enemy Mine | Barry B. Longyear                                 | Asimov's Science Fiction                                        | 1979            |                                                                          |
| EPICAC | Kurt Vonnegut                                     | Welcome to the Monkey House                                     | 1950            |                                                                          |
| Eutopia | Poul Anderson                                     | Dangerous Visions                                               | 1967            |                                                                          |
| Even the Queen | Connie Willis                                     | Asimov's Science Fiction                                        | 1992            |                                                                          |
| Everest | Isaac Asimov                                      | Universe Science Fiction                                        | 1953            |                                                                          |
| Evil Robot Monkey | Mary Robinette Kowal                              | The Solaris Book of New Science Fiction: Volume 2               | 2008            |                                                                          |
| Exhalation | Ted Chiang                                        | Eclipse 2: New Science Fiction and Fantasy                      | 2008            |                                                                          |
| Exhibit Piece | Philip K. Dick                                    |                                                                 | 1954            |                                                                          |
| Exile of the Eons | Arthur C. Clarke                                  | Super Science Stories                                           | 1950            |                                                                          |
| Exile to Hell | Isaac Asimov                                      | Analog Science Fiction                                          | 1968            |                                                                          |
| Expendable | Philip K. Dick                                    | The Magazine of Fantasy and Science Fiction                     | 1953            |                                                                          |
| Exploration Team | Murray Leinster                                   | Analog Science Fiction                                          | 1956            |                                                                          |
| Extempore | Damon Knight                                      | Infinity Science Fiction                                        | 1956            |                                                                          |
| Eye for Eye | Orson Scott Card                                  | Asimov's Science Fiction                                        | 1987            |                                                                          |
| Eyes Do More Than See | Isaac Asimov                                      | The Magazine of Fantasy and Science Fiction                     | 1965            |                                                                          |
| Fair Game | Philip K. Dick                                    | If Magazine                                                     | 1959            |                                                                          |
| Falling Onto Mars | Geoffrey A. Landis                                | Analog Science Fiction                                          | 2002            |                                                                          |
| Far Centaurus | A. E. van Vogt                                    | Analog Science Fiction                                          | 1944            |                                                                          |
| Farewell to the Master | Harry Bates                                       | Analog Science Fiction                                          | 1940            |                                                                          |
| Feghoot |                                                   |                                                                 |                 |                                                                          |
| Fermi and Frost | Frederik Pohl                                     | Asimov's Science Fiction                                        | 1985            |                                                                          |
| Finis | Frank Lillie Pollock                              | The Argosy                                                      | 1906            |                                                                          |
| Fire Watch (Cei care pândesc focul) | Connie Willis                                     | Asimov's Science Fiction                                        | 1982            |                                                                          |
| First Contact | Murray Leinster                                   | Analog Science Fiction                                          | 1945            |                                                                          |
| First Law | Isaac Asimov                                      | Fantastic Universe                                              | 1956            |                                                                          |
| Flat Diane | Daniel Abraham                                    | The Magazine of Fantasy & Science Fiction                       | 2004            |                                                                          |
| Flowers for Algernon (Flori pentru Algernon) | Daniel Keyes                                      | The Washington Post                                             | 1959            |                                                                          |
| For a Breath I Tarry | Roger Zelazny                                     |                                                                 | 1966            |                                                                          |
| Fountain of Age | Nancy Kress                                       | Asimov's Science Fiction                                        | 2007            |                                                                          |
| Fragments of a Hologram Rose (Fragmente din holograma unui trandafir) | William Gibson                                    | Unearth3                                                        | 1977            |                                                                          |
| Free Men | Robert A. Heinlein                                | The Worlds of Robert A. Heinlein                                | 1966            |                                                                          |
| From Babel's Fall'n Glory We Fled | Michael Swanwick                                  | Asimov's Science Fiction                                        | 2008            |                                                                          |
| Frost and Fire | Ray Bradbury                                      | Planet Stories                                                  | 1946            |                                                                          |
| Gateway to Strangeness | Jack Vance                                        | Amazing Stories                                                 | 1962            |                                                                          |
| Gene Hive | Brian Aldiss                                      | Nebula Science Fiction                                          | 1958            |                                                                          |
| Genius of the Species | Reginald Bretnor                                  | 9 Tales of Space and Time                                       | 1954            |                                                                          |
| Gentlemen, Be Seated! | Robert A. Heinlein                                | Argosy                                                          | 1948            |                                                                          |
| Georgia on My Mind (novelette) | Charles Sheffield                                 | Analog Science Fiction                                          | 1993            |                                                                          |
| Getting Real | Harry Turtledove                                  | Asimov's Science Fiction                                        | 2009            |                                                                          |
| Getting to Know You | David Marusek                                     | Asmiov's Science Fiction                                        | 1998            |                                                                          |
| Ghostweight | Yoon Ha Lee                                       | Clarkesworld Magazine                                           | 2011            |                                                                          |
| Giant Killer | A. Bertram Chandler                               | Analog Science Fiction                                          | 1945            |                                                                          |
| Gilgamesh in the Outback | Robert Silverberg                                 | Asimov's Science Fiction                                        | 1986            |                                                                          |
| Goat Song (novelette) | Poul Anderson                                     | The Magazine of Fantasy and Science Fiction                     | 1972            |                                                                          |
| Gods and Pawns | Kage Baker                                        | Tor Books                                                       | 2007            |                                                                          |
| Gold | Isaac Asimov                                      | Analog Science Fiction                                          | 1991            |                                                                          |
| Good Night, Moon | Bruce Sterling                                    | Tor.com                                                         | 2010            |                                                                          |
| Gramma | Stephen King                                      | Weirdbook (revistă)                                             | 1984            |                                                                          |
| Great Science Fiction Stories About the Moon |                                                   |                                                                 |                 |                                                                          |
| Great Work of Time | John Crowley                                      | Novelty (book)                                                  | 1989            |                                                                          |
| Grotto of the Dancing Deer | Clifford D. Simak                                 | Analog Science Fiction                                          | 1980            |                                                                          |
| Hallucination | Isaac Asimov                                      | Boy's Life                                                      | 1985            |                                                                          |
| Hammer's Slammers | David Drake                                       | Ace Books                                                       | 1979            |                                                                          |
| Happy Ending | Henry Kuttner                                     | Thrilling Wonder Stories                                        | 1948            |                                                                          |
| Harrison Bergeron | Kurt Vonnegut                                     | The Magazine of Fantasy and Science Fiction                     | 1961            |                                                                          |
| He Walked Around the Horses | H. Beam Piper                                     | Analog Science Fiction                                          | 1948            |                                                                          |
| Helix the Cat | Theodore Sturgeon                                 | Astounding: The John W Campbell Memorial Anthology              | 1973            | publicată pentru prima dată în 1973, deși a fost scrisă în 1939 sau 1940 |
| Hell-Fire (story) | Isaac Asimov                                      | Fantastic Universe                                              | 1956            |                                                                          |
| Henry James, This One's for You | Jack McDevitt                                     | Subterranean Magazine                                           | 2005            |                                                                          |
| Herbert West–Reanimator | H. P. Lovecraft                                   | Home Brew                                                       | 1922            |                                                                          |
| Here There Be Tygers | Ray Bradbury                                      | New Tales of Space and Time                                     | 1951            |                                                                          |
| Hinterlands | William Gibson                                    | Omni                                                            | 1981            |                                                                          |
| History of the Necronomicon | H. P. Lovecraft                                   |                                                                 | 1938            |                                                                          |
| Home Delivery | Stephen King                                      | Book of the Dead                                                | 1989            |                                                                          |
| Honeymoon in Hell | Fredric Brown                                     | Bantam Books                                                    | 1958            |                                                                          |
| Houston, Houston, Do You Read? (Houston, Houston, mă auzi?) | James Tiptree Jr.                                 | Aurora: Beyond Equality (antologie)                             | 1976            |                                                                          |
| How to Talk to Girls at Parties | Neil Gaiman                                       | Fragile Things                                                  | 2006            |                                                                          |
| How We Went to Mars | Arthur C. Clarke                                  | Amateur Science Stories                                         | 1938            |                                                                          |
| How's the Night Life on Cissalda? | Harlan Ellison                                    | Chrysalis, anthology published by Zebra Books                   | 1977            |                                                                          |
| Huddling Place | Clifford D. Simak                                 | Analog Science Fiction                                          | 1944            |                                                                          |
| Human Is | Philip K. Dick                                    | Startling Stories                                               | 1955            |                                                                          |
| I Am the Doorway | Stephen King                                      | Night Shift                                                     | 1978            |                                                                          |
| I Have No Mouth, and I Must Scream (N-am gură și trebuie să urlu) | Harlan Ellison                                    | IF: Worlds of Science Fiction                                   | 1967            |                                                                          |
| I Hope I Shall Arrive Soon | Philip K. Dick                                    | Playboy                                                         | 1980            |                                                                          |
| I Know What You Need | Stephen King                                      | Night Shift                                                     | 1978            |                                                                          |
| I'm in Marsport Without Hilda | Isaac Asimov                                      | Venture                                                         | 1957            |                                                                          |
| I, Cthulhu | Neil Gaiman                                       |                                                                 | 2012            |                                                                          |
| I, Robot (Eu, robotul) | Isaac Asimov                                      | Gnome Press                                                     | 1950            |                                                                          |
| I, Robot | Eando Binder                                      | Amazing Stories                                                 | 1939            |                                                                          |
| Idiot Stick | Damon Knight                                      | Star Science Fiction                                            | 1958            |                                                                          |
| If All Men Were Brothers, Would You Let One Marry Your Sister? (Dacă toți bărbații ar fi frați, l-ai lăsa pe unul să se-nsoare cu sora ta?)                                        | Theodore Sturgeon                                 | Dangerous Visions                                               | 1967            |                                                                          |
| If I Forget Thee, Oh Earth | Arthur C. Clarke                                  | Future SF                                                       | 1951            |                                                                          |
| If There Were No Benny Cemoli | Philip K. Dick                                    | Galaxy Magazine                                                 | 1963            |                                                                          |
| Impossible Dreams | Tim Pratt                                         | Asimov's Science Fiction                                        | 2006            |                                                                          |
| Impostor (Impostorul) | Philip K. Dick                                    | Analog Science Fiction                                          | 1953            |                                                                          |
| In Darkness Waiting | Stephen Leigh                                     | Asimov's Science Fiction                                        | 1977            |                                                                          |
| In the Pound, Near Breaktime | Kent Brewster                                     | Tomorrow Speculative Fiction                                    | 1995            |                                                                          |
| In the Walls of Eryx | H. P. Lovecraft and Kenneth J. Sterling           | Weird Tales                                                     | 1939            |                                                                          |
| In the Year 2889 | Jules Verne and Michel Verne                      |                                                                 | 1889            |                                                                          |
| Inclination (novella) | William Shunn                                     | Asimov's Science Fiction                                        | 2006            |                                                                          |
| Inertia | Nancy Kress                                       | Analog Science Fiction                                          | 1990            |                                                                          |
| Inheritance | Arthur C. Clarke                                  | New Worlds                                                      | 1947            |                                                                          |
| Internal Combustion | L. Sprague de Camp                                | Infinity Science Fiction                                        |                 |                                                                          |
| Isaac Asimov Presents The Great SF Stories 1 (1939) | edited by Isaac Asimov and Martin H. Greenberg    |                                                                 | 1979            |                                                                          |
| Isaac Asimov Presents The Great SF Stories 2 (1940) | edited by Isaac Asimov and Martin H. Greenberg,   |                                                                 | 1979            |                                                                          |
| It's a Good Life | Jerome Bixby                                      | Star Science Fiction Stories No.2                               | 1953            |                                                                          |
| It's Great to Be Back! | Robert A. Heinlein                                |                                                                 | 1947            |                                                                          |
| Jack-in-the-Box | Ray Bradbury                                      | Dark Carnival                                                   | 1947            |                                                                          |
| Jerry Was a Man | Robert A. Heinlein                                |                                                                 | 1947            |                                                                          |
| Jerusalem's Lot | Stephen King                                      | Night Shift                                                     | 1978            |                                                                          |
| Jipi and the Paranoid Chip | Neal Stephenson                                   | Forbes                                                          | 1997            |                                                                          |
| Judas | John Brunner                                      | Dangerous Visions                                               | 1967            |                                                                          |
| Judgment Day | L. Sprague de Camp                                | Analog Science Fiction                                          | 1955            |                                                                          |
| Ker-Plop | Ted Reynolds                                      |                                                                 | 1979            |                                                                          |
| Kid Stuff | Isaac Asimov                                      | Beyond Fantasy Fiction                                          | 1953            |                                                                          |
| Killdozer! | Theodore Sturgeon                                 | Analog Science Fiction                                          | 1944            |                                                                          |
| Kin (Înrudire) | Bruce McAllister                                  | Asimov's Science Fiction                                        | 2006            |                                                                          |
| King Solomon's Ring | Roger Zelazny                                     | Fantastic: Stories of Imagination                               | 1963            |                                                                          |
| Knock (Cea mai scurtă poveste SF scrisă vreodată) | Fredric Brown                                     | Thrilling Wonder Stories                                        | 1948            |                                                                          |
| Lambing Season | Molly Gloss                                       | Asimov's Science Fiction                                        | 2002            |                                                                          |
| Land of the Great Horses (Ținutul cailor măreți) | R. A. Lafferty                                    | Dangerous Visions                                               | 1967            |                                                                          |
| Last Contact | Stephen Baxter                                    |                                                                 | 2007            |                                                                          |
| Last Enemy | H. Beam Piper                                     | Analog Science Fiction                                          | 1950            |                                                                          |
| Lecture Demonstration | Hal Clement                                       | Astounding: The John W Campbell Memorial Anthology              | 1973            |                                                                          |
| Left to Right | Isaac Asimov                                      | Gold                                                            | 1995            |                                                                          |
| Legions in Time | Michael Swanwick                                  | Asimov's Science Fiction                                        | 2003            |                                                                          |
| Lest Darkness Fall and Related Stories | L. Sprague de Camp                                | Phoenix Pick                                                    | 2011            |                                                                          |
| Lest We Remember | Isaac Asimov                                      | Asimov's Science Fiction                                        | 1982            |                                                                          |
| Let There Be Light (Clarke short story) | Arthur C. Clarke                                  | Playboy                                                         | 1957            |                                                                          |
| Let There Be Light (Heinlein short story) | Robert A. Heinlein                                | Super Science Stories                                           | 1940            |                                                                          |
| Let's Go to Golgotha! | Garry Kilworth                                    | The Sunday Times                                                | 1957            |                                                                          |
| Life-Line | Robert A. Heinlein                                | Analog Science Fiction                                          | 1939            |                                                                          |
| Light of Other Days | Bob Shaw                                          | Analog Science Fiction                                          | 1966            |                                                                          |
| Lipidleggin' | F. Paul Wilson                                    | Asimov's Science Fiction                                        | 1978            |                                                                          |
| Little Brother | Walter Mosley                                     | Futureland: Nine Stories of an Imminent World                   | 2001            |                                                                          |
| Live Without a Net (book) | Lou Anders                                        |                                                                 | 2003            |                                                                          |
| Living Space | Isaac Asimov                                      | Science Fiction                                                 | 1956            |                                                                          |
| Lorelei at Storyville West | Sherwood Springer                                 | Asimov's Science Fiction                                        | 1977            |                                                                          |
| Lost Dorsai | Gordon R. Dickson                                 | Ace Books                                                       | 1980            |                                                                          |
| Machine Made | J. T. McIntosh                                    | New Worlds                                                      | 1951            |                                                                          |
| Macs | Terry Bisson                                      | The Magazine of Fantasy & Science Fiction                       | 1999            |                                                                          |
| Marionettes, Inc. | Ray Bradbury                                      | Startling Stories                                               | 1949            |                                                                          |
| Mars Is Heaven! | Ray Bradbury                                      | Planet Stories                                                  | 1948            |                                                                          |
| Masks | Damon Knight                                      | Playboy                                                         | 1968            |                                                                          |
| Matters Arising from the Identification of the Body | Simon Petrie                                      |                                                                 | 2017            |                                                                          |
| Maureen Birnbaum, Barbarian Swordsperson | George Alec Effinger                              |                                                                 | 1993            |                                                                          |
| May Be Some Time | Brenda Clough                                     | Analog Science Fiction                                          | 2001            |                                                                          |
| Medusa's Coil | H. P. Lovecraft and Zealia Bishop                 | Weird Tales                                                     | 1939            |                                                                          |
| Melancholy Elephants | Spider Robinson                                   |                                                                 | 1982            |                                                                          |
| Memorare (novella) | Gene Wolfe                                        | The Magazine of Fantasy & Science Fiction                       | 2007            |                                                                          |
| Memory | H. P. Lovecraft                                   | The National Amateur                                            | 1923            |                                                                          |
| Men Without Bones | Gerald Kersh                                      | Esquire                                                         | 1954            |                                                                          |
| Merlusine | Lucy Sussex                                       | The Horns of Elfland                                            | 1997            |                                                                          |
| Mimsy Were the Borogoves | Lewis Padgett                                     | Analog Science Fiction                                          | 1943            |                                                                          |
| Misfit | Robert A. Heinlein                                | Analog Science Fiction                                          | 1939            |                                                                          |
| Morning Child | Gardner Dozois                                    |                                                                 | 1984            |                                                                          |
| Mortimer Gray's History of Death | Brian Stableford                                  | Asimov's Science Fiction                                        | 1995            |                                                                          |
| Movement | Nancy Fulda                                       | Asimov's Science Fiction                                        | 2007            |                                                                          |
| Moving Spirit | Arthur C. Clarke                                  | Tales from the White Hart                                       | 1957            |                                                                          |
| Moxon's Master | Ambrose Bierce                                    | The San Francisco Examiner                                      | 1899            |                                                                          |
| Mozart in Mirrorshades | Lewis Shiner and Bruce Sterling                   | Omni                                                            | 1985            |                                                                          |
| Mr F. is Mr F. | J. G. Ballard                                     | Science Fantasy                                                 | 1961            |                                                                          |
| Mr. Boy | James Patrick Kelly                               | Asimov's Science Fiction                                        | 1990            |                                                                          |
| MS Fnd in a Lbry | Hal Draper                                        | The Magazine of Fantasy and Science Fiction                     | 1961            |                                                                          |
| My Object All Sublime | Poul Anderson                                     | The Magazine of Fantasy and Science Fiction                     | 1961            |                                                                          |
| My Son, the Physicist | Isaac Asimov                                      | Scientific American                                             | 1962            |                                                                          |
| Myths of the Near Future | J. G. Ballard                                     | Jonathan Cape                                                   | 1982            |                                                                          |
| Nanny | Philip K. Dick                                    | Startling Stories                                               | 1955            |                                                                          |
| Neanderthal Planet | Brian W. Aldiss                                   |                                                                 | 1959            |                                                                          |
| Neil Gaiman's Only the End of the World Again | Neil Gaiman                                       | Oni Double Feature                                              | 1998            |                                                                          |
| Neutron Star (short story collection) | Larry Niven                                       | If and Galaxy Science Fiction                                   | 1966            |                                                                          |
| Nightwings (Aripi de noapte) | Robert Silverberg                                 | Galaxy Magazine                                                 | 1968            |                                                                          |
| Nine Lives | Ursula K. Le Guin                                 | Playboy                                                         | 1969            |                                                                          |
| Nirvana High | Eileen Gunn and Leslie What                       | Stable Strategies and Others                                    | 2004            |                                                                          |
| No Love Lost (book) | Alice Munro                                       |                                                                 | 2003            |                                                                          |
| Nobody Bothers Gus | Algis Budrys                                      | Analog Science Fiction                                          | 1955            |                                                                          |
| None So Blind | Joe Haldeman                                      | Asimov's Science Fiction                                        | 1994            |                                                                          |
| Not with a Bang | Damon Knight                                      | The Magazine of Fantasy and Science Fiction                     | 1949            |                                                                          |
| Notebook Found in a Deserted House | Robert Bloch                                      | Weird Tales                                                     | 1951            |                                                                          |
| Nothing But Ice | Dmitri Bilenkin                                   |                                                                 | 1974            |                                                                          |
| Nothing Ever Happens on the Moon | Robert A. Heinlein                                | Boys' Life                                                      | 1949            |                                                                          |
| Now: Zero | J. G. Ballard                                     | The Complete Short Stories of J. G. Ballard: Volume 1           | 1959            |                                                                          |
| Nyarlathotep | H. P. Lovecraft                                   | The United Amateur                                              | 1920            |                                                                          |
| Old Hundredth | Brian Aldiss                                      | Airs of the Earth                                               | 1963            |                                                                          |
| Old MacDonald Had a Farm | Mike Resnick                                      | Asimov's Science Fiction                                        | 2001            |                                                                          |
| Old Man in New World | Olaf Stapledon                                    |                                                                 | 1994            |                                                                          |
| Old Music and the Slave Women | Ursula K. Le Guin                                 | Far Horizons                                                    | 1999            |                                                                          |
| Omnilingual | H. Beam Piper                                     | Analog Science Fiction                                          | 1957            |                                                                          |
| Or All the Seas with Oysters | Avram Davidson                                    | Galaxy Science Fiction                                          | 1958            |                                                                          |
| Ordeal in Space | Robert A. Heinlein                                | Town & Country                                                  | 1948            |                                                                          |
| Orphans of the Helix | Dan Simmons                                       | Far Horizons                                                    | 1999            |                                                                          |
| Orpheus with Clay Feet | Philip K. Dick                                    | Escapade                                                        | 1964            |                                                                          |
| Our Fair City | Robert A. Heinlein                                | Weird Tales                                                     | 1949            |                                                                          |
| Out in the Garden | Philip K. Dick                                    | Fantasy Fiction                                                 | 1953            |                                                                          |
| Paladin of the Lost Hour | Harlan Ellison                                    |                                                                 | 1984            |                                                                          |
| Paying It Forward | Michael A. Burstein                               | Analog Science Fiction                                          | 2003            |                                                                          |
| Permafrost (story) | Roger Zelazny                                     | Omni                                                            | 1986            |                                                                          |
| Piper in the Woods | Philip K. Dick                                    | Imagination                                                     | 1953            |                                                                          |
| Plato's Dream | Voltaire                                          |                                                                 | 1756            |                                                                          |
| Point of View | Isaac Asimov                                      | Boys' Life                                                      | 1975            |                                                                          |
| Polaris | H.P. Lovecraft                                    | Philosopher                                                     | 1920            |                                                                          |
| Polly Plus | Randall Garrett                                   | Asimov's Science Fiction                                        | 1978            |                                                                          |
| Poor Daddy | Robert A. Heinlein                                | Calling All Girls                                               | 1949            |                                                                          |
| Poor Dionis | Mihai Eminescu                                    |                                                                 | 1872            |                                                                          |
| Prize Ship | Philip K. Dick                                    | Thrilling Wonder Stories                                        | 1954            |                                                                          |
| Professor Shonkur Kandokarkhana | Satyajit Ray                                      |                                                                 | 1970            |                                                                          |
| Project Nightmare | Robert A. Heinlein                                | Amazing Stories                                                 | 1953            |                                                                          |
| Proxima Centauri | Murray Leinster                                   | Street & Smith                                                  | 1935            |                                                                          |
| Psi-man Heal My Child! | Philip K. Dick                                    | Imaginative Tales                                               | 1955            |                                                                          |
| Queen of the Black Coast | Robert E. Howard                                  | Weird Tales                                                     | 1934            |                                                                          |
| Quicker Than the Eye | Ray Bradbury                                      | Avon Books                                                      | 1996            |                                                                          |
| Rachel in Love | Pat Murphy                                        |                                                                 | 1985            |                                                                          |
| Radiant Doors | Michael Swanwick                                  | Asimov's Science Fiction                                        | 1998            |                                                                          |
| Rat | James Patrick Kelly                               | Magazine of Fantasy and Science Fiction                         | 1986            |                                                                          |
| Recall Mechanism | Philip K. Dick                                    |                                                                 | 1959            |                                                                          |
| Red Star, Winter Orbit | William Gibson                                    | Omni                                                            | 1983            |                                                                          |
| Replacements | Lisa Tuttle                                       |                                                                 | 1992            |                                                                          |
| Requiem | Robert A Heinlein                                 | Analog Science Fiction                                          | 1940            |                                                                          |
| Ring Around the Sun | Isaac Asimov                                      | Future Fiction                                                  | 1940            |                                                                          |
| Ripples in the Dirac Sea | Geoffrey A. Landis                                | Asimov's Science Fiction                                        | 1988            |                                                                          |
| Rivers of Time | L. Sprague de Camp                                | Baen Books                                                      | 1993            |                                                                          |
| Rogue Farm | Charles Stross                                    |                                                                 | 2003            |                                                                          |
| Rome, Sweet Rome | James Erwin                                       | self-published on Reddit                                        | 2011            |                                                                          |
| Roverandom | J. R. R. Tolkien                                  |                                                                 | 1998            | submitted for publication in 1937                                        |
| Rule 18 | Clifford D. Simak                                 | Analog Science Fiction                                          | 1938            |                                                                          |
| Salvador | Lucius Shepard                                    | The Magazine of Fantasy & Science Fiction                       | 1984            |                                                                          |
| Sam Hall | Poul Anderson                                     |                                                                 | 1953            |                                                                          |
| Searchlight | Robert A Heinlein                                 |                                                                 | 1962            |                                                                          |
| Selam Professor Shonku | Satyajit Ray                                      |                                                                 | 1995            |                                                                          |
| Selkie Stories Are for Losers | Sofia Samatar                                     | Strange Horizons                                                | 2013            |                                                                          |
| Sergeant Chip | Bradley Denton                                    | The Magazine of Fantasy & Science Fiction                       | 2004            |                                                                          |
| Service Call | Philip K. Dick                                    | Science Fiction Stories                                         | 1955            |                                                                          |
| Seven Views of Olduvai Gorge | Mike Resnick                                      | The Magazine of Fantasy & Science Fiction                       | 1994            |                                                                          |
| Sex and/or Mr. Morrison (Sexul și/sau domnul Morrison) | Carol Emshwiller                                  | Dangerous Visions                                               | 1967            |                                                                          |
| Shabash Professor Shonku | Satyajit Ray                                      |                                                                 | 1974            |                                                                          |
| Shadows over Innsmouth | Stephen Jones                                     |                                                                 | 1994            |                                                                          |
| Shah Guido G. | Isaac Asimov                                      | Marvel Science Fiction                                          | 1951            |                                                                          |
| Shall the Dust Praise Thee? (Și te va slăvi zădărnicia?) | Damon Knight                                      | Dangerous Visions                                               | 1967            |                                                                          |
| Shambleau | C. L. Moore                                       | Weird Tales                                                     | 1933            |                                                                          |
| Shatterday | Harlan Ellison                                    |                                                                 | 1985            |                                                                          |
| Shell Game | Philip K. Dick                                    | Galaxy Science Fiction                                          | 1954            |                                                                          |
| Shikari in Galveston | S. M. Stirling                                    | Worlds That Weren't                                             | 2003            |                                                                          |
| Shoggoths in Bloom | Elizabeth Bear                                    | Asimov's Science Fiction                                        | 2008            |                                                                          |
| Shonku Ekai Aksho | Satyajit Ray                                      |                                                                 | 1983            |                                                                          |
| Silence Please | Arthur C. Clarke                                  | Science Fantasy                                                 | 1950            |                                                                          |
| Sister Planet | Poul Anderson                                     | Satellite Science Fiction                                       | 1959            |                                                                          |
| Skirmish on a Summer Morning | Bob Shaw                                          | Cosmic Kaleidoscope                                             | 1976            |                                                                          |
| Sky Lift | Robert A. Heinlein                                | The Menace from Earth                                           | 1953            |                                                                          |
| Sleeping Beauty | Arthur C. Clarke                                  | Infinity Science Fiction                                        | 1957            |                                                                          |
| Slow Life (Viață lentă) | Michael Swanwick                                  | Analog Science Fiction                                          | 2002            |                                                                          |
| Slow Sculpture (Sculptură lentă) | Theodore Sturgeon                                 | Galaxy Science Fiction                                          | 1970            |                                                                          |
| Soldier Boy | Michael Shaara                                    | Galaxy Science Fiction                                          | 1953            |                                                                          |
| Soldier from Tomorrow | Harlan Ellison                                    | Fantastic Universe                                              | 1957            |                                                                          |
| Something Up There Likes Me | Alfred Bester                                     | Astounding: The John W Campbell Memorial Anthology              | 1973            |                                                                          |
| Son of the Tree | Jack Vance                                        | Ace Books                                                       | 1951            |                                                                          |
| Source Decay | Charlie Jane Anders                               | Strange Horizons                                                | 2011            |                                                                          |
| Space Jockey | Robert A. Heinlein                                | The Saturday Evening Post                                       | 1947            |                                                                          |
| Special Delivery | Damon Knight                                      |                                                                 |                 |                                                                          |
| Specialist | Robert Sheckley                                   |                                                                 | 1953            |                                                                          |
| Speech Sounds | Octavia Butler                                    | Asimov's Science Fiction                                        | 1983            |                                                                          |
| Spell My Name with an S | Isaac Asimov                                      | Star Science Fiction                                            | 1958            |                                                                          |
| Stability |                                                   |                                                                 |                 |                                                                          |
| Stable Strategies for Middle Management | Eileen Gunn                                       | Asimov's Science Fiction                                        | 1988            |                                                                          |
| Star Light |                                                   |                                                                 |                 |                                                                          |
| Stellar Ships | Ivan Yefremov                                     |                                                                 |                 |                                                                          |
| Sticks |                                                   |                                                                 |                 |                                                                          |
| Study in Still Life |                                                   |                                                                 |                 |                                                                          |
| Suitable for the Orient |                                                   |                                                                 |                 |                                                                          |
| Superiority | Arthur C. Clarke                                  | The Magazine of Fantasy & Science Fiction                       | 1951            |                                                                          |
| Supertoys Last All Summer Long | Brian Aldiss                                      | Supertoys Last All Summer Long and Other Stories of Future Time |                 |                                                                          |
| Surface Tension | James Blish                                       | Galaxy Science Fiction                                          | 1952            |                                                                          |
| Swords Against Tomorrow | Robert Hoskins                                    | Signet Books                                                    | 1970            |                                                                          |
| Syzygies and Lunar Quadratures Aligned to the Meridian of Mérida of the Yucatán by an Anctitone or Inhabitant of the Moon, and Addressed to the Scholar Don Ambrosio de Echevarria | Manuel Antonio de Rivas                           |                                                                 | ~1775           |                                                                          |
| Take a Match |                                                   |                                                                 |                 |                                                                          |
| Take Us to Your Chief: and Other Stories |                                                   |                                                                 |                 |                                                                          |
| Taklamakan | Bruce Sterling                                    |                                                                 | 1998            |                                                                          |
| TAP |                                                   |                                                                 |                 |                                                                          |
| Terminal Avenue |                                                   |                                                                 |                 |                                                                          |
| Test to Destruction (Test de rezistență la distrugere) | Keith Laumer                                      |                                                                 | 1976            |                                                                          |
| That Only a Mother | Judith Merril                                     |                                                                 | 1948            |                                                                          |
| The Adaptive Ultimate | Stanley G. Weinbaum                               | Analog Science Fiction                                          | 1935            |                                                                          |
| The Answer |                                                   |                                                                 |                 |                                                                          |
| The Aqueduct (story) | Ray Bradbury                                      |                                                                 | 1979            |                                                                          |
| The Awakening |                                                   |                                                                 |                 |                                                                          |
| The Ballad of Black Tom |                                                   |                                                                 |                 |                                                                          |
| The Barbie Murders | John Varley                                       | Asimov's Science Fiction                                        | 1978            |                                                                          |
| The Beast that Shouted Love at the Heart of the World | Harlan Ellison                                    | Avon                                                            | 1969            |                                                                          |
| The Bitter End |                                                   |                                                                 |                 |                                                                          |
| The Black Pits of Luna |                                                   |                                                                 |                 |                                                                          |
| The Black Stone | Robert E. Howard                                  | Weird Tales                                                     | 1931            |                                                                          |
| The Bookmaking Habits of Select Species |                                                   |                                                                 |                 |                                                                          |
| The Brains of Rats |                                                   |                                                                 |                 |                                                                          |
| The Builder |                                                   |                                                                 |                 |                                                                          |
| The Call of Cthulhu | H. P. Lovecraft                                   | Weird Tales                                                     | 1928            |                                                                          |
| The Caller of the Black | Brian Lumley                                      | Arkham House                                                    | 1971            |                                                                          |
| The Calvin Coolidge Home for Dead Comedians | Bradley Denton                                    |                                                                 |                 |                                                                          |
| The Children of the Night | Robert E. Howard                                  | Weird Tales                                                     |                 |                                                                          |
| The Chronic Argonauts | H. G. Wells                                       |                                                                 |                 |                                                                          |
| The Cloak and the Staff | Gordon R. Dickson                                 | Analog Science Fiction                                          | 1980            |                                                                          |
| The Clock that Went Backward |                                                   |                                                                 |                 |                                                                          |
| The Clockwork Atom Bomb |                                                   |                                                                 |                 |                                                                          |
| The Cold Equations | Tom Godwin                                        |                                                                 | 1954            |                                                                          |
| The Colour Out of Space (Culoarea căzută din cer) | H. P. Lovecraft                                   | Amazing Stories                                                 | 1927            |                                                                          |
| The Comet |                                                   |                                                                 |                 |                                                                          |
| The Commuter |                                                   |                                                                 |                 |                                                                          |
| The Concentration City |                                                   |                                                                 |                 |                                                                          |
| The Conversation of Eiros and Charmion (Convorbirea dintre Iros și Carmion) | Edgar Allan Poe                                   | Burton's Gentleman's Magazine                                   | 1839            |                                                                          |
| The Coon Rolled Down and Ruptured His Larinks, A Squeezed Novel by Mr. Skunk | Dafydd ab Hugh                                    | Asimov's Science Fiction                                        | 1990            |                                                                          |
| The Country of the Kind | Damon Knight                                      | The Magazine of Fantasy & Science Fiction                       | 1956            |                                                                          |
| The Crawlers |                                                   |                                                                 |                 |                                                                          |
| The Crystal Crypt |                                                   |                                                                 |                 |                                                                          |
| The Crystal Spheres |                                                   |                                                                 |                 |                                                                          |
| The Curse |                                                   |                                                                 |                 |                                                                          |
| The Curse of Yig |                                                   | Weird Tales                                                     | 1929            |                                                                          |
| The Damned Thing |                                                   |                                                                 |                 |                                                                          |
| The Dancers at the End of Time | Michael Moorcock                                  | Elsewhere''                                                     | 1981            |                                                                          |
| The Dandelion Girl | Robert F. Young                                   | The Saturday Evening Post                                       | 1961            |                                                                          |
| The Darfsteller | Walter M. Miller                                  |                                                                 |                 |                                                                          |
| The Dark Between the Stars |                                                   |                                                                 |                 |                                                                          |
| The Day After the Day the Martians Came (Ziua de după ziua când au venit marțienii)                                                                                                | Frederik Pohl                                     | Dangerous Visions                                               | 1967            |                                                                          |
| The Day of Forever | J. G. Ballard                                     | Panther                                                         | 1967            |                                                                          |
| The Dead |                                                   |                                                                 |                 |                                                                          |
| The Deathbird |                                                   |                                                                 |                 |                                                                          |
| The Defenseless Dead | Larry Niven                                       |                                                                 |                 |                                                                          |
| The Diamond Pit | Jack Dann                                         | Jubilee                                                         | 2001            |                                                                          |
| The Disaster Area | J. G. Ballard                                     | Jonathan Cape                                                   | 1967            |                                                                          |
| The Discarded |                                                   |                                                                 |                 |                                                                          |
| The Disintegration Machine | Arthur Conan Doyle                                | The Strand Magazine                                             | 1929            |                                                                          |
| The Doll-House |                                                   |                                                                 |                 |                                                                          |
| The Dowry of the Angyar |                                                   |                                                                 |                 |                                                                          |
| The Dragon Masters | Jack Vance                                        | Ace Books                                                       | 1963            |                                                                          |
| The Dreams in the Witch House | H. P. Lovecraft                                   | Weird Tales                                                     | 1933            |                                                                          |
| The Dunwich Horror | H. P. Lovecraft                                   | Weird Tales                                                     | 1929            |                                                                          |
| The Dying Night | Isaac Asimov                                      | Fantasy and Science Fiction                                     | 1956            |                                                                          |
| The Enchantress of Venus |                                                   |                                                                 |                 |                                                                          |
| The Enemy | Damon Knight                                      | Venture Science Fiction                                         |                 |                                                                          |
| The Eternal Adam |                                                   |                                                                 |                 |                                                                          |
| The Evening and the Morning and the Night |                                                   |                                                                 |                 |                                                                          |
| The Evolution of Trickster Stories Among the Dogs of North Park After the Change                                                                                                   |                                                   |                                                                 |                 |                                                                          |
| The Exiles (Bradbury story) | Ray Bradbury                                      | Maclean's                                                       |                 |                                                                          |
| The Exit Door Leads In |                                                   |                                                                 |                 |                                                                          |
| The Far Look |                                                   |                                                                 |                 |                                                                          |
| The Father-thing |                                                   |                                                                 |                 |                                                                          |
| The Fermi Paradox Is Our Business Model | Charlie Jane Anders                               | Tor.com                                                         | 2010            |                                                                          |
| The Festival | H. P. Lovecraft                                   | Weird Tales                                                     |                 |                                                                          |
| The First Men |                                                   |                                                                 |                 |                                                                          |
| The Fly |                                                   |                                                                 |                 |                                                                          |
| The Fog Horn | Ray Bradbury                                      |                                                                 |                 |                                                                          |
| The Food of the Gods | Arthur C. Clarke                                  | Playboy                                                         | 1964            |                                                                          |
| The Fort Moxie Branch |                                                   |                                                                 |                 |                                                                          |
| The Fun They Had | Isaac Asimov                                      | Boys and Girls Page                                             | 1951            |                                                                          |
| The Galoshes of Fortune | Hans Christian Andersen                           | Three Poetical Works. (Tre Digtninger.)                         | 1838            |                                                                          |
| The Gambler (Bacigalupi story) | Paolo Bacigalupi                                  | Fast Forward 2                                                  | 2008            |                                                                          |
| The General Zapped an Angel | Howard Fast                                       | William Morrow                                                  | 1970            |                                                                          |
| The Ghost Pit |                                                   |                                                                 |                 |                                                                          |
| The Gift of Gab | Jack Vance                                        | Analog Science Fiction                                          | 1955            |                                                                          |
| The Girl Who Was Plugged In | James Tiptree Jr.                                 |                                                                 |                 |                                                                          |
| The Gnarly Man | L. Sprague de Camp                                | Unknown                                                         |                 |                                                                          |
| The God in the Bowl | Robert E. Howard                                  | Space Science Fiction                                           | 1952            |                                                                          |
| The Golden Kite, the Silver Wind (Zmeul auriu și vântul argintiu) |                                                   |                                                                 |                 |                                                                          |
| The Great C | Philip K. Dick                                    | Fantastic Story Magazine                                        | 1953            |                                                                          |
| The Great Nebraska Sea | Allan Danzig                                      | Galaxy Science Fiction                                          | 1963            |                                                                          |
| The Great Secret |                                                   |                                                                 |                 |                                                                          |
| The Great Simoleon Caper |                                                   |                                                                 |                 |                                                                          |
| The Great Wall of Mexico | John Sladek                                       | Bad Moon Rising: An Anthology of Political Forebodings          | 1973            |                                                                          |
| The Green Leopard Plague | Walter Jon Williams                               |                                                                 |                 |                                                                          |
| The Gun | Robert Scheckley                                  |                                                                 |                 |                                                                          |
| The Gunslinger | Stephen King                                      | The Magazine of Fantasy and Science Fiction                     |                 |                                                                          |
| The Gunslinger and the Dark Man | Stephen King                                      | The Magazine of Fantasy and Science Fiction                     |                 |                                                                          |
| The Hanging Stranger |                                                   |                                                                 |                 |                                                                          |
| The Happy Breed (O specie fericită) | John Sladek                                       | Dangerous Visions                                               | 1967            |                                                                          |
| The Haunter of the Dark | H. P. Lovecraft                                   | Weird Tales                                                     | 1936            |                                                                          |
| The Haunter of the Ring | Robert E. Howard                                  | Weird Tales                                                     |                 |                                                                          |
| The Heart of the Serpent | Ivan Yefremov                                     | Foreign Languages                                               | 1958            |                                                                          |
| The Hemingway Hoax | Joe Haldeman                                      |                                                                 |                 |                                                                          |
| The Hibited Man | L. Sprague de Camp                                | Thrilling Wonder Stories                                        |                 |                                                                          |
| The Hole Man (Omul Black-Hole) | Larry Niven                                       |                                                                 |                 |                                                                          |
| The Hood Maker |                                                   |                                                                 |                 |                                                                          |
| The Hound | H. P. Lovecraft                                   | Weird Tales                                                     | 1924            |                                                                          |
| The House Beyond Your Sky | Benjamin Rosenbaum                                | Strange Horizons                                                | 2006            |                                                                          |
| The House of the Worm |                                                   |                                                                 |                 |                                                                          |
| The House on Maple Street | Stephen King                                      | Nightmares & Dreamscapes                                        | 1993            |                                                                          |
| The Houses of Iszm | Jack Vance                                        | Ace Books                                                       | 1964            |                                                                          |
| The Human Operators |                                                   |                                                                 |                 |                                                                          |
| The Impossible Man | J. G. Ballard                                     | Berkley Books                                                   | 1966            |                                                                          |
| The Indefatigable Frog |                                                   |                                                                 |                 |                                                                          |
| The Infinites |                                                   |                                                                 |                 |                                                                          |
| The Jigsaw Man (Omul puzzle) | Larry Niven                                       | Dangerous Visions                                               | 1967            |                                                                          |
| The July Ward | S.N. Dyer                                         |                                                                 |                 |                                                                          |
| The Keeper |                                                   |                                                                 |                 |                                                                          |
| The Keeper |                                                   |                                                                 |                 |                                                                          |
| The Key |                                                   |                                                                 |                 |                                                                          |
| The Key | Isaac Asimov                                      | The Magazine of Fantasy & Science Fiction                       | 1966            |                                                                          |
| The Land Ironclads | H. G. Wells                                       |                                                                 |                 |                                                                          |
| The Last Castle |                                                   |                                                                 |                 |                                                                          |
| The Last Command | Keith Laumer                                      |                                                                 | 1967            |                                                                          |
| The Last Defender of Camelot | Roger Zelazny                                     | Asimov's SF Adventure Magazine                                  | 1979            |                                                                          |
| The Last Full Measure |                                                   |                                                                 |                 |                                                                          |
| The Last Lunarians |                                                   |                                                                 |                 |                                                                          |
| The Last of the Masters | Philip K. Dick                                    | Orbit Science Fiction                                           |                 |                                                                          |
| The Last of the Winnebagos | Connie Willis                                     | Asimov's Science Fiction                                        | 1988            |                                                                          |
| The Last Trump | Isaac Asimov                                      | Fantastic Universe                                              | 1955            |                                                                          |
| The Last Word |                                                   |                                                                 |                 |                                                                          |
| The Lawnmower Man | Stephen King                                      | Cavalier                                                        | 1975            |                                                                          |
| The Liberation of Earth | William Tenn                                      | Future Science Fiction                                          | 1953            |                                                                          |
| The Lincoln Train |                                                   |                                                                 |                 |                                                                          |
| The Little Black Bag | Cyril M. Kornbluth                                | Analog Science Fiction                                          | 1950            |                                                                          |
| The Little Movement |                                                   |                                                                 |                 |                                                                          |
| The Little Sisters of Eluria | Stephen King                                      | Legends                                                         | 1998            |                                                                          |
| The Long Rain | Ray Bradbury                                      |                                                                 |                 |                                                                          |
| The Long Watch | Robert A. Heinlein                                |                                                                 | 1949            |                                                                          |
| The Longest Voyage | Poul Anderson                                     | Analog Science Fiction                                          | 1960            |                                                                          |
| The Love Letter (1998 film) |                                                   |                                                                 |                 |                                                                          |
| The Machine Stops (Mașina se oprește) | E. M. Forster                                     | The Oxford and Cambridge Review                                 | 1909            |                                                                          |
| The Machine That Won the War |                                                   |                                                                 |                 |                                                                          |
| The Man Who Bridged the Mist (Omul care a unit malurile ceții) |                                                   |                                                                 |                 |                                                                          |
| The Man Who Came Early | Poul Anderson                                     |                                                                 |                 |                                                                          |
| The Man Who Evolved | Edmond Hamilton                                   | Wonder Stories                                                  | 1931            |                                                                          |
| The Man Who Ploughed the Sea | Arthur C. Clarke                                  | Satellite Science Fiction                                       | 1957            |                                                                          |
| The Man Who Sold Rope to the Gnoles |                                                   |                                                                 |                 |                                                                          |
| The Man Who Sold the Moon | Robert A. Heinlein                                |                                                                 |                 |                                                                          |
| The Martian Star-Gazers | Frederik Pohl                                     | Galaxy Science Fiction                                          | 1962            |                                                                          |
| The Men and the Mirror |                                                   |                                                                 |                 |                                                                          |
| The Men Who Murdered Mohammed |                                                   |                                                                 |                 |                                                                          |
| The Menace from Earth | Robert A. Heinlein                                | The Magazine of Fantasy & Science Fiction                       | 1957            |                                                                          |
| The Message | Isaac Asimov                                      | The Magazine of Fantasy and Science Fiction                     | 1956            |                                                                          |
| The Million Cities | J. T. McIntosh                                    |                                                                 | 1958            |                                                                          |
| The Monster |                                                   |                                                                 |                 |                                                                          |
| The Monster | A. E. van Vogt                                    | Analog Science Fiction                                          | 1948            |                                                                          |
| The Monster of Lake LaMetrie |                                                   |                                                                 |                 |                                                                          |
| The Moon Is Hell! |                                                   |                                                                 |                 |                                                                          |
| The Moon Moth | Jack Vance                                        | Galaxy                                                          | 1961            |                                                                          |
| The Morphology of the Kirkham Wreck |                                                   |                                                                 |                 |                                                                          |
| The Nameless City | H. P. Lovecraft                                   | The Wolverine                                                   | 1921            |                                                                          |
| The New Accelerator | H. G. Wells                                       |                                                                 |                 |                                                                          |
| The New Prime | Jack Vance                                        | Worlds Beyond                                                   | 1951            |                                                                          |
| The Night That All Time Broke Out (Noaptea în care-a erupt timpul) | Brian W. Aldiss                                   | Dangerous Visions                                               | 1967            |                                                                          |
| The Nutcracker Coup |                                                   |                                                                 |                 |                                                                          |
| No Woman Born | C. L. Moore                                       | Analog Science Fiction                                          | 1944            |                                                                          |
| The Oracle and the Mountains | Stephen King                                      | The Magazine of Fantasy and Science Fiction                     |                 |                                                                          |
| The Originist | Orson Scott Card                                  | Foundation's Friends                                            | 1989            |                                                                          |
| The Past Through Tomorrow |                                                   |                                                                 |                 |                                                                          |
| The Pause (story) |                                                   |                                                                 |                 |                                                                          |
| The Pedestrian | Ray Bradbury                                      | The Reporter                                                    | 1951            |                                                                          |
| The People of Sand and Slag | Paolo Bacigalupi                                  | The Magazine of Fantasy & Science Fiction                       | 2004            |                                                                          |
| The Persistence of Vision | John Varley                                       | The Magazine of Fantasy and Science Fiction                     | 1978            |                                                                          |
| The Planck Dive | Greg Egan                                         | Asimov's Science Fiction                                        | 1998            |                                                                          |
| The Possessed | Arthur C. Clarke                                  | Dynamic Science Fiction                                         | 1953            |                                                                          |
| The Pre-persons |                                                   |                                                                 |                 |                                                                          |
| The Preserving Machine |                                                   |                                                                 |                 |                                                                          |
| The Prize of Peril | Robert Sheckley                                   | Bantam Books                                                    | 1960            |                                                                          |
| The Proper Study |                                                   |                                                                 |                 |                                                                          |
| The Prophets' Paradise |                                                   |                                                                 |                 |                                                                          |
| The Prowler in the City at the Edge of the World (Prădătorul din orașul de la marginea lumii)                                                                                      | Harlan Ellison                                    | Dangerous Visions                                               | 1967            |                                                                          |
| The Queen of Air and Darkness | Poul Anderson                                     | The Magazine of Fantasy and Science Fiction                     | 1971            |                                                                          |
| The Queer Story of Brownlow's Newspaper | H. G. Wells                                       |                                                                 |                 |                                                                          |
| The Rats in the Walls | H. P. Lovecraft                                   | Weird Tales                                                     |                 |                                                                          |
| The Ray-Gun: A Love Story | James Alan Gardner                                | Asimov's Science Fiction                                        | 2008            |                                                                          |
| The Red One (Cel Roșu) | Jack London                                       |                                                                 | 1918            |                                                                          |
| The Red Queen's Race | Isaac Asimov                                      | Analog Science Fiction                                          | 1949            |                                                                          |
| The Reluctant Orchid | Arthur C. Clarke                                  | Satellite Science Fiction                                       | 1956            |                                                                          |
| The Resurrection of Jimber-Jaw |                                                   |                                                                 |                 |                                                                          |
| The Return |                                                   |                                                                 |                 |                                                                          |
| The Return of the Sorcerer |                                                   |                                                                 |                 |                                                                          |
| The Return of William Proxmire |                                                   |                                                                 |                 |                                                                          |
| The Riddle of the Universe and Its Solution |                                                   |                                                                 |                 |                                                                          |
| The Rocket | Ray Bradbury                                      |                                                                 | 1950            |                                                                          |
| The Rulers | A. E. van Vogt                                    | Analog Science Fiction                                          | 1946            |                                                                          |
| The Runaway Skyscraper | Murray Leinster                                   | Argosy                                                          | 1919            |                                                                          |
| The Ruum | Arthur Porges                                     | The Magazine of Fantasy and Science Fiction                     | 1953            |                                                                          |
| The Saturn Game | Poul Anderson                                     | Analog Science Fiction                                          |                 |                                                                          |
| The Screwfly Solution | Raccoona Sheldon                                  | Analog Science Fiction                                          | 1977            |                                                                          |
| The Search | A. E. van Vogt                                    | Analog Science Fiction                                          | 1943            |                                                                          |
| The Secret | Arthur C. Clarke                                  | This Week                                                       | 1963            |                                                                          |
| The Secret Sense | Isaac Asimov                                      | Cosmic Stories                                                  | 1941            |                                                                          |
| The Sensitive Man | Poul Anderson                                     | Fantastic Universe                                              | 1954            |                                                                          |
| The Sentinel | Arthur C. Clarke                                  | Ten Story Fantasy                                               | 1951            |                                                                          |
| The Shadow over Innsmouth | H. P. Lovecraft                                   | Visionary Publishing Company                                    | 1936            |                                                                          |
| The Shambler from the Stars | Library of America                                |                                                                 |                 |                                                                          |
| The Sharing of Flesh | Poul Anderson                                     | Galaxy Science Fiction                                          | 1968            |                                                                          |
| The Shobies' Story | Ursula K. Le Guin                                 | Universe 1                                                      | 1990            |                                                                          |
| The Short Happy Life of the Brown Oxford |                                                   |                                                                 |                 |                                                                          |
| The Silver Key | H.P. Lovecraft                                    | Weird Tales                                                     | 1929            |                                                                          |
| The Singing Bell (Clopotul muzical) | Isaac Asimov                                      | Fantasy and Science Fiction                                     | 1955            |                                                                          |
| The Skull |                                                   |                                                                 |                 |                                                                          |
| The Sliced-Crosswise Only-On-Tuesday World (Marți, oamenii sunt sparți, miercuri, oamenii sunt cercuri)                                                                            |                                                   |                                                                 |                 |                                                                          |
| The Slithering Shadow | Robert E. Howard                                  | Weird Tales                                                     | 1933            |                                                                          |
| The Slow Mutants | Stephen King                                      | The Magazine of Fantasy and Science Fiction                     |                 |                                                                          |
| The Sound | A. E. van Vogt                                    | Analog Science Fiction                                          | 1950            |                                                                          |
| The Sound-Sweep | J. G. Ballard                                     |                                                                 | 1959            |                                                                          |
| The Sounds of Old Earth |                                                   |                                                                 |                 |                                                                          |
| The Space Traders |                                                   |                                                                 |                 |                                                                          |
| The Specter General |                                                   |                                                                 |                 |                                                                          |
| The Statement of Randolph Carter |                                                   |                                                                 |                 |                                                                          |
| The Stolen Dormouse | L. Sprague de Camp                                | Analog Science Fiction                                          |                 |                                                                          |
| The Strange High House in the Mist | H.P. Lovecraft                                    | Weird Tales                                                     | 1931            |                                                                          |
| The Streets of Ashkelon |                                                   |                                                                 |                 |                                                                          |
| The Tale of Satampra Zeiros |                                                   |                                                                 |                 |                                                                          |
| The Talking Stone | Isaac Asimov                                      | Fantasy and Science Fiction                                     | 1955            |                                                                          |
| The Terrible Old Man |                                                   |                                                                 |                 |                                                                          |
| The Testament of Athammaus |                                                   |                                                                 |                 |                                                                          |
| The Thing on the Doorstep | H. P. Lovecraft                                   | Weird Tales                                                     | 1937            |                                                                          |
| The Tissue-Culture King |                                                   |                                                                 |                 |                                                                          |
| The Tower of the Elephant | Robert E. Howard                                  | Weird Tales                                                     | 1933            |                                                                          |
| The Toynbee Convector | Ray Bradbury                                      | Playboy                                                         | 1984            |                                                                          |
| The Tryouts |                                                   |                                                                 |                 |                                                                          |
| The Tunnel under the World |                                                   |                                                                 |                 |                                                                          |
| The Ugly Little Boy | Isaac Asimov                                      | Galaxy Science Fiction                                          | 1958            |                                                                          |
| The Ultimate Melody | Arthur C. Clarke                                  | If                                                              | 1957            |                                                                          |
| The Undiscovered |                                                   |                                                                 |                 |                                                                          |
| The Ungoverned | Vernor Vinge                                      |                                                                 | 1985            |                                                                          |
| The Unnamable | H.P. Lovecraft                                    | Weird Tales                                                     | 1925            |                                                                          |
| The Unparalleled Adventure of One Hans Pfaall (Hans Pfaall) | Edgar Allan Poe                                   |                                                                 | 1835            |                                                                          |
| The Unreconstructed M |                                                   |                                                                 |                 |                                                                          |
| The Vale of Lost Women | Robert E. Howard                                  | The Magazine of Horror                                          | 1967            |                                                                          |
| The Vaporization Enthalpy of a Peculiar Pakistani Family |                                                   |                                                                 |                 |                                                                          |
| The Veldt | Ray Bradbury                                      | The Saturday Evening Post                                       | 1950            |                                                                          |
| The Village |                                                   |                                                                 |                 |                                                                          |
| The Voice in the Night | William Hope Hodgson                              | Blue Book Magazine                                              | 1907            |                                                                          |
| The Wages of Syntax |                                                   |                                                                 |                 |                                                                          |
| The Waitabits | Eric Frank Russell                                | Analog Science Fiction                                          | 1955            |                                                                          |
| The Wall Around the World |                                                   |                                                                 |                 |                                                                          |
| The Water That Falls on You from Nowhere |                                                   |                                                                 |                 |                                                                          |
| The Watery Place | Isaac Asimov                                      | Satellite Science Fiction                                       | 1956            |                                                                          |
| The Way of Cross and Dragon (Calea Crucii și a Dragonului) | George R. R. Martin                               | Omni                                                            | 1979            |                                                                          |
| The Way Station | Stephen King                                      | The Magazine of Fantasy and Science Fiction                     |                 |                                                                          |
| The Web (story series) |                                                   |                                                                 |                 |                                                                          |
| The Whisperer in Darkness | H. P. Lovecraft                                   | Weird Tales                                                     | 1931            |                                                                          |
| The Wilderness |                                                   |                                                                 |                 |                                                                          |
| The Wilderness |                                                   |                                                                 |                 |                                                                          |
| The Windows of Heaven |                                                   |                                                                 |                 |                                                                          |
| The Windows of Heaven |                                                   |                                                                 |                 |                                                                          |
| The Women Men Don't See | James Tiptree, Jr.                                |                                                                 |                 |                                                                          |
| The World Well Lost | Theodore Sturgeon                                 |                                                                 |                 |                                                                          |
| The Xi Effect |                                                   |                                                                 |                 |                                                                          |
| There Will Come Soft Rains | Ray Bradbury                                      |                                                                 |                 |                                                                          |
| They (Heinlein) |                                                   |                                                                 |                 |                                                                          |
| Thing of Beauty |                                                   |                                                                 |                 |                                                                          |
| Think Blue, Count Two | Cordwainer Smith                                  |                                                                 |                 |                                                                          |
| Think Like a Dinosaur | James Patrick Kelly                               | Asimov's Science Fiction                                        |                 |                                                                          |
| Think! |                                                   |                                                                 |                 |                                                                          |
| Thiotimoline | Isaac Asimov                                      | Analog Science Fiction                                          | 1948            |                                                                          |
| Thirsty God |                                                   |                                                                 |                 |                                                                          |
| Thor Meets Captain America | David Brin                                        |                                                                 | 1986            |                                                                          |
| Through the Gates of the Silver Key |                                                   |                                                                 |                 |                                                                          |
| Scales | Alastair Reynolds                                 | Lightspeed Magazine                                             | 2011            |                                                                          |
| Tideline | Elizabeth Bear                                    | Asimov's Science Fiction                                        | 2007            |                                                                          |
| Time and Stars | Poul Anderson                                     |                                                                 | 1964            |                                                                          |
| Time Considered as a Helix of Semi-Precious Stones (Timpul considerat ca o spirală de pietre semiprețioase)                                                                        | Samuel R. Delaney                                 |                                                                 | 1968            |                                                                          |
| Time Enough | Damon Knight                                      | Amazing Science Fiction Stories                                 | 1960            |                                                                          |
| Time's Arrow |                                                   |                                                                 |                 |                                                                          |
| Titanium Mike Saves the Day | David D. Levine                                   | Fantasy & Science Fiction                                       | 2007            |                                                                          |
| Tk'tk'tk | David D. Levine                                   | Asimov's Science Fiction                                        | 2005            |                                                                          |
| Tlön, Uqbar, Orbis Tertius | Jorge Luis Borges                                 | Sur                                                             | 1961            |                                                                          |
| To Arkham and the Stars |                                                   |                                                                 |                 |                                                                          |
| To Mars and Providence |                                                   |                                                                 |                 |                                                                          |
| To Serve Man | Damon Knight                                      | Galaxy Science Fiction                                          | 1950            |                                                                          |
| Tony and the Beetles |                                                   |                                                                 |                 |                                                                          |
| Tower of Babylon |                                                   |                                                                 |                 |                                                                          |
| Track 12 | J. G. Ballard                                     | New Worlds                                                      |                 |                                                                          |
| Transfusion |                                                   |                                                                 |                 |                                                                          |
| Transience |                                                   |                                                                 |                 |                                                                          |
| Travel by Wire! |                                                   |                                                                 |                 |                                                                          |
| Trends | Isaac Asimov                                      | Analog Science Fiction                                          | 1939            |                                                                          |
| Trouble with the Natives | Arthur C. Clarke                                  | Lilliput                                                        | 1951            |                                                                          |
| True Names |                                                   |                                                                 |                 |                                                                          |
| Ullward's Retreat | Jack Vance                                        | Galaxy                                                          | 1958            |                                                                          |
| Uncharted Territory (novella) |                                                   |                                                                 |                 |                                                                          |
| Uncommon Sense | Hal Clement                                       |                                                                 | 1945            |                                                                          |
| Understand (story) | Ted Chiang                                        | Asimov's Science Fiction                                        | 1991            |                                                                          |
| Vaster than Empires and More Slow |                                                   |                                                                 |                 |                                                                          |
| Vault of the Beast | A. E. van Vogt                                    | Astounding                                                      | 1940            |                                                                          |
| Venture to the Moon | Arthur C. Clarke                                  | Evening Standard                                                | 1956            |                                                                          |
| Venus and the Seven Sexes | William Tenn                                      | The Girl with the Hungry Eyes                                   | 1949            |                                                                          |
| Venus Equilateral | George O. Smith                                   |                                                                 | 1947            |                                                                          |
| Venus Smiles |                                                   |                                                                 |                 |                                                                          |
| Vilcabamba |                                                   |                                                                 |                 |                                                                          |
| Vintage Season | C. L. Moore                                       |                                                                 | 1946            |                                                                          |
| Wanderers of Time |                                                   |                                                                 |                 |                                                                          |
| War Game (Un joc de război) | Philip K. Dick                                    | Galaxy Science Fiction                                          | 1959            |                                                                          |
| War Veteran |                                                   |                                                                 |                 |                                                                          |
| Waterspider |                                                   |                                                                 |                 |                                                                          |
| We Also Walk Dogs | Robert A. Heinlein                                |                                                                 |                 |                                                                          |
| What Goes Up | Arthur C. Clarke                                  | The Magazine of Fantasy and Science Fiction                     | 1956            |                                                                          |
| Whatever Happened to Corporal Cuckoo? |                                                   |                                                                 |                 |                                                                          |
| When in the Course |                                                   |                                                                 |                 |                                                                          |
| When It Ends, He Catches Her |                                                   |                                                                 |                 |                                                                          |
| When the Twerms Came |                                                   |                                                                 |                 |                                                                          |
| When the World Screamed | Arthur Conan Doyle                                |                                                                 | 1928            |                                                                          |
| Who Goes There? (Cine-i acolo?) | Don A. Stuart                                     | Astounding Science Fiction                                      | 1938            |                                                                          |
| Who's Afraid of Wolf 359? | Ken MacLeod                                       | [[ ]]                                                           | 2007            |                                                                          |
| Why I Left Harry's All-Night Hamburgers | Lawrence Watt-Evans                               |                                                                 |                 |                                                                          |
| Wild Minds | Michael Swanwick                                  | Asimov's Science Fiction                                        | 1998            |                                                                          |
| Window |                                                   |                                                                 |                 |                                                                          |
| Winter's King | Ursula K. Le Guin                                 | Orbit                                                           | 1969            |                                                                          |
| With Folded Hands (Cu brațele încrucișate) | Jack Williamson                                   | Fantasy Press                                                   | 1947            |                                                                          |
| With Morning Comes Mistfall |                                                   |                                                                 |                 |                                                                          |
| Yellow Card Man | Paolo Bacigalupi                                  | Asimov's Science Fiction                                        | 2006            |                                                                          |
| You Were Right, Joe |                                                   |                                                                 |                 |                                                                          |
| You're Another | Damon Knight                                      | The Magazine of Fantasy and Science Fiction                     | 1955            |                                                                          |
| Young Zaphod Plays It Safe | Douglas Adams                                     |                                                                 |                 |                                                                          |
| Zone of Terror | J. G. Ballard                                     | New Worlds (revistă)                                            | 1960            |                                                                          |